# Joanna Pacitti

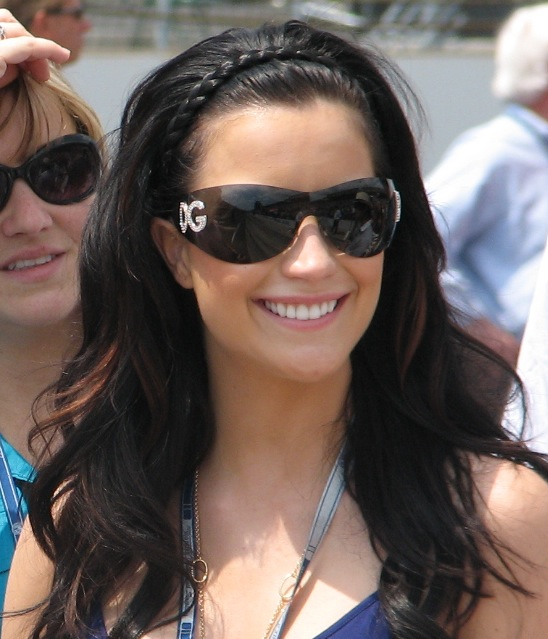
Joanna Pacitti (2009)

Joanna Pacitti (* 6. Oktober 1984 in Philadelphia, Pennsylvania) ist eine US-amerikanische Pop-Rock-Sängerin und Schauspielerin.

## Leben
Pacitti wurde als Tochter der Eltern Stella und Joseph Pacitti 1984 in Philadelphia geboren. Im Alter von 11 Jahren wurde sie für die Titelrolle im Musical Annie für die 20-jährige Jubiläumstour ausgewählt. Nach 106 Auftritten wurde sie krank und wurde durch ihre Ersatzdarstellerin ersetzt, kurz bevor das Musical am Broadway aufgeführt wurde. 1997 spielte sie in der Konzertgruppe The Broadway Kids mit, einer Gruppe von wechselnden 8- bis 16-jährigen Kindern die an einer Broadway-, Off-Broadway- oder großen Tourproduktion mitgespielt haben. Am North Carolina Theater spielte sie 1999 in dem Stück The Secret Garden, in den Jahren 2001 und 2002 die Rolle der Dorothy in dem Stück The Wizard Of Oz (siehe das Kinderbuch Der Zauberer von Oz).
Im Alter von 16 Jahren unterzeichnete sie einen Vertrag bei A&M Records. 2003 spielte sie sich selbst in der Folge First Year der 4. Staffel der Dokumentationsserie MTV's True Life. 2005 spielte sie die Rolle der Amber in der Folge Sex and the Single Girls der amerikanischen Filmserie Hallo Holly.
Im Mai 2006 erschien ihre erste Single Let It Slide bei Geffen Records. Ihr Debütalbum This Crazy Life erschien am 15. August desselben Jahres. Ihr Vertrag bei Geffen Records ist im November 2007 beendet worden.

## Diskografie

### Alben
- 2006: This Crazy Life (Geffen Records)

### Singles
- 2006: Let It Slide - This Crazy Life

## Filmografie
- 2003: MTV's True Life
- 2005: Hallo Holly